# تيري تود
تيري تود (بالإنجليزية: Terry Todd)‏ هو رافع أثقال ‏ ومؤرخ أمريكي، ولد في 31 ديسمبر 1937 في أوستن في الولايات المتحدة، وتوفي في 7 يوليو 2018.